# Жебрюнас, Арунас Пранович
Витаутас-Арунас Жебрюнас (лит. Vytautas Arūnas Žebriūnas; 8 августа 1930, Каунас — 9 сентября 2013, Вильнюс) — советский литовский кинорежиссёр и сценарист. Заслуженный деятель искусств Литовской ССР (1979). Лауреат Государственной премии Литовской ССР (1960), Национальной премии Литвы по культуре и искусству (2011).

## Биография
До того, как прийти в кино, Жебрюнас был архитектором и художником. В 1955 году он окончил Художественный институт в Вильнюсе (ныне Вильнюсская художественная академия) с дипломом архитектора. В кино начинал работать как художник кинофильмов «Юлюс Янонис» (1959). Первая режиссёрская работа — фильм «Последний выстрел» (1960).
В 1961—1962 годах стажировался на киностудии «Мосфильм» у режиссёра Михаила Ромма. 
В 1977—1978 годах преподавал кинорежиссуру на Высших курсах сценаристов и режиссёров. В 1988 году стал членом Инициативной группы Литовского движения за перестройку, в 1988—1990 годах был членом совета Сейма Саюдиса.
В 1989—2000 годах Жебрюнас преподавал в Литовской академии музыки (до 1992 года Литовская государственная консерватория); доцент  (1994).
Скончался 9 сентября 2013 года. Урна с прахом захоронена на Антакальнисском кладбище в Вильнюсе.
Был женат. Дочь Моника (род. 28 июля 1966) в детстве снялась у отца в фильме «Приключения Калле-сыщика», сейчас известна как художница, проживает в США. Моника замужем за Дэвидом Эдгаром, воспитывает двух дочерей: Софию и Минию.

## Фильмография
| Год  |     | Русское название                                          | Оригинальное название                        | Роль                                                                     |
| ---- | --- | --------------------------------------------------------- | -------------------------------------------- | ------------------------------------------------------------------------ |
| 1947 | ф   | Марите                                                    | Marytė                                       | ассистент художника                                                      |
| 1956 | ф   |                                                           | Tiltas                                       | ассистент художника                                                      |
| 1956 | ф   |                                                           | Ignotas grįžo namo                           | ассистент художника                                                      |
| 1957 | ф   | Голубой горизонт                                          | Žydrasis horizontas                          | художник                                                                 |
| 1959 | ф   | Живые герои                                               | Gyvieji didvyriai                            | режиссёр                                                                 |
| 1959 | ф   | Юлюс Янонис                                               | Julius Janonis                               | художник                                                                 |
| 1960 | ф   | Последний выстрел                                         | Paskutinis šūvis                             | режиссёр, художник                                                       |
| 1961 | ф   | Канонада                                                  | Kanonada                                     | режиссёр                                                                 |
| 1963 | ф   | Чёрная процессия                                          | Juodoji procesija                            |                                                                          |
| 1964 | ф   | Девочка и эхо (русское название) / Последний день каникул | Paskutinė atostogų diena / Mergaitė ir aidas | режиссёр, автор сценария (вместе с Юрием Нагибиным и Анатолием Черченко) |
| 1966 | ф   | Маленький принц                                           | Mažasis princas                              | режиссёр, сценарист                                                      |
| 1967 | ф   | В лесу                                                    | Miške                                        | режиссёр                                                                 |
| 1968 | тф  | Смерть и вишня                                            | Mirtis ir vyšnios medis                      | режиссёр, сценарист                                                      |
| 1969 | ф   | Красавица                                                 | Gražuolė                                     | режиссёр                                                                 |
| 1971 | ф   | Три музы                                                  | Trys mūzos                                   |                                                                          |
| 1973 | ф   | Мечтатель Томас                                           | Tomas svajotojas                             |                                                                          |
| 1973 | ф   | Полуночник                                                | Naktibalda                                   |                                                                          |
| 1974 | ф   | Чёртова невеста                                           | Velnio nuotaka                               | режиссёр, сценарист                                                      |
| 1976 | тф  | Приключения Калле-сыщика                                  | Seklio Kalio nuotykiai                       | режиссёр, сценарист                                                      |
| 1978 | ф   | Ореховый хлеб                                             | Riešutų duona                                | режиссёр                                                                 |
| 1980 | ф   | Путешествие в рай                                         | Kelionė į rojų                               | режиссёр                                                                 |
| 1982 | мтф | Богач, бедняк                                             | Turtuolis, vargšas…                          | режиссёр                                                                 |
| 1986 | ф   | Игра хамелеона                                            | Chameleono žaidimai                          | режиссёр                                                                 |
| 1988 | ф   | Час полнолуния                                            | Mėnulio pilnaties metas                      | режиссёр                                                                 |
| 1999 | ф   | Воскресение Литвы                                         | Lietuvos prisikėlimas                        |                                                                          |
| 2000 | ф   | На лугу                                                   | Pievoje                                      |                                                                          |

## Награды и звания
- Кавалер ордена Великого князя Литовского Гядиминаса (2007).
- Медаль Независимости Литвы (2000).
- Медаль По случаю двадцатой годовщины восстановления независимости Литвы (2010)[3].
- Памятный знак за личный вклад в развитие трансатлантических отношений Литвы и по случаю приглашения Литовской Республики в НАТО (2003)[4].
- Заслуженный деятель искусств Литовской ССР (1979).
- Национальная премия Литвы по культуре и искусству (2011)[1].
- Государственная премия Литовской ССР (1960).
- Премия Правительства Литвы по культуре и искусству (2006).
- Особый приз «Золотой журавль» за вклад в развитие кинематографа Литвы (2010).